# Peer Krom
Gerardus Johannes ("Peer") Krom (Haarlem, 10 maart 1898 – aldaar, 15 december 1965) was een Nederlands voetballer die als verdediger speelde.
Krom voetbalde van 1921 tot en met 1935 in het eerste elftal van RCH, van welke vereniging hij in 1915 lid werd en waarmee hij in 1923 het landskampioenschap behaalde. Op 21 maart 1937 speelde hij een laatste maal voor het eerste elftal in de openingswedstrijd van de degradatiecompetitie tegen FC Hilversum. In 1934 werd hij erelid. Tussen 1923 en 1928 speelde hij veertien wedstrijden in het Nederlands voetbalelftal waarbij hij één doelpunt maakte. Hij nam deel aan de Olympische Zomerspelen in 1924 en in 1928.